# Aspidophiura forbesi
Aspidophiura forbesi is een slangster uit de familie Ophiolepididae.
De wetenschappelijke naam van de soort werd in 1879 gepubliceerd door Peter Martin Duncan.